# Kinder, Küche, Kirche
Die Alliteration Kinder, Küche, Kirche (auch genannt die drei K) ist eine stehende Wendung, welche die soziale Rolle der Frau nach konservativen Wertvorstellungen beschreibt: Sie sollte sich demnach um die Erziehung des Nachwuchses, die Hausarbeit und die Vermittlung und Einhaltung moralischer Prinzipien, wie sie die Kirche gebot, kümmern und vermitteln.
Die Wendung kam laut Sylvia Paletschek vereinzelt an der Wende zum 20. Jahrhundert auf, verbreitete sich jedoch erst ab den 1970er Jahren zu einer stehenden Redewendung im deutschen Sprachraum; im angloamerikanischen Bereich ist die Wendung einige Jahrzehnte früher bekannt geworden.
Die Geschichte der Wertvorstellung, die hinter der Wendung steht, ist davon getrennt zu betrachten. Durch die von der Frauenbewegung ausgelösten Diskussionen und Veröffentlichungen wurde diese Wertvorstellung nach dem Zweiten Weltkrieg nach und nach aufgegeben.
In der bildungsbürgerlichen Nachkriegsehe galten für die Rolle der Frau häufig die drei K „Kinder, Küche, Kammermusik“. Spricht man nach dem Jahr 2000 von den drei K, so meint man damit oft Kinder, Küche und Karriere.
Ein Theaterstück von Dario Fo und Franca Rame heißt in deutscher Übersetzung von Renate Hafner „Nur Kinder, Küche, Kirche.“ (Originaltitel: Tutta casa, letto e chiesa).